# 李岳瑞
李岳瑞（1862年—1927年），字孟符，晚清進士、政治人物，陝西咸陽縣正阳乡庇李村（今属咸阳市渭城区）人。
早年師從刘古愚。光绪九年（1883年）癸未科进士；同年五月，改翰林院庶吉士。授翰林院编修，歷任工部员外郎、总理衙门章京兼办铁路矿务事宜等職。为黄遵宪、汪康年等创办的《时务报》募款。光绪二十四年（1898年）革职歸家。光绪三十一年（1905年），张元济邀至上海商务印书馆任编辑。民國後曾参纂《清史稿》。著有《评注〈国史读本〉》、《春冰室野乘》等。